# Trentepohlia (Mongoma) esakii
Trentepohlia (Mongoma) esakii is een tweevleugelige uit de familie steltmuggen (Limoniidae). De soort komt voor in het Oriëntaals gebied.